# Georg Rasch
Georg Rasch (ur. 12 września 1901, zm. 19 października 1980) – duński matematyk, statystyk i psychometra, profesor Uniwersytetu Kopenhaskiego. Stworzył tzw. model Rascha, a więc jeden z modeli psychometrycznych należących do rodziny modeli odpowiedzi na pozycje testowe (ang. IRT – item response theory).